# Штадтберген
Штадтберген (нем. Stadtbergen) — город и городская община в Германии, в Республике Бавария.
Община расположена в правительственном округе Швабия в районе Аугсбург. Население составляет 14 739 человек (на 31 декабря 2010 года). Занимает площадь 11,50 км². Официальный код  —  09 7 72 202.
Городская община подразделяется на 4 городских района.

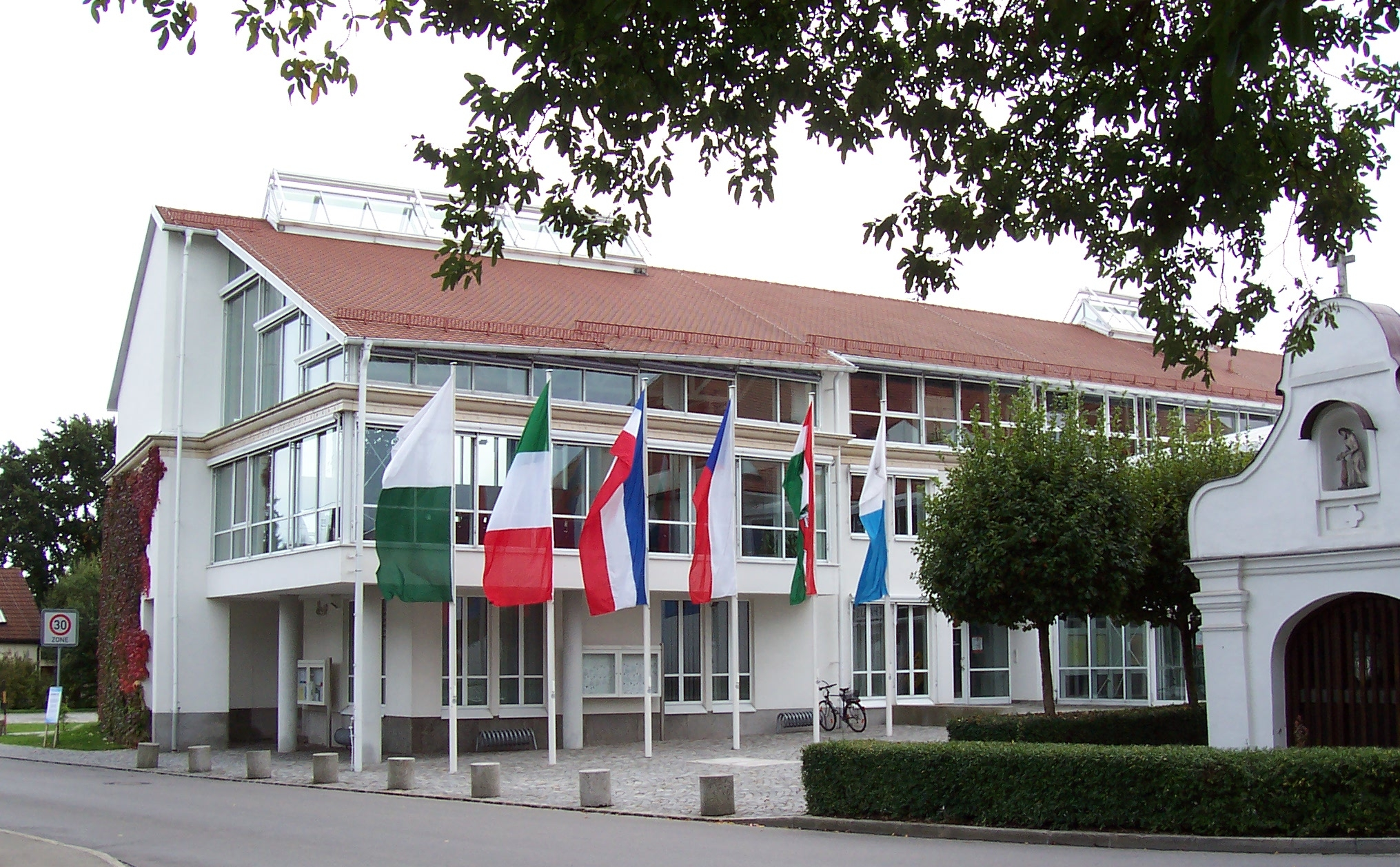
Ратуша

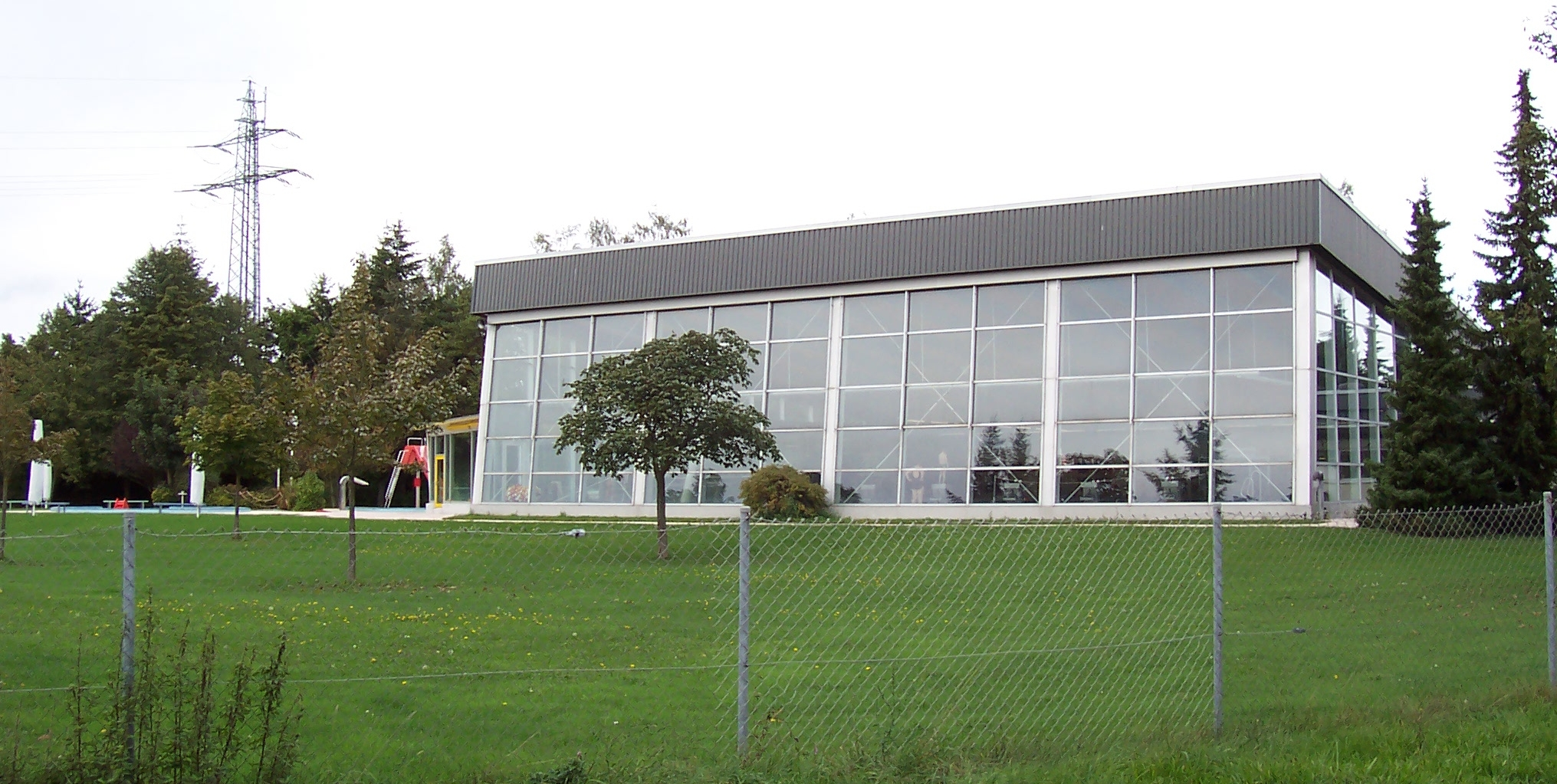
Штадтберген

## Население
По оценке на 31 декабря 2015 года население общины Штадтберген составляет 14 749 чел. 

| Дата      | 1840 | 1871 | 1900 | 1925 | 1939 | 1950 | 1961 | 1970 | 1987  | 2011  |
| --------- | ---- | ---- | ---- | ---- | ---- | ---- | ---- | ---- | ----- | ----- |
| Население | 945  | 1157 | 1359 | 1899 | 4148 | 6136 | 9553 | 9934 | 11713 | 14342 |

| Год       | 1960 | 1970  | 1980  | 1990  | 2000  | 2009  | 2010  | 2011  | 2012  | 2013  | 2014  | 2015  |
| --------- | ---- | ----- | ----- | ----- | ----- | ----- | ----- | ----- | ----- | ----- | ----- | ----- |
| Население | 9576 | 10007 | 11416 | 12802 | 14402 | 14740 | 14739 | 14431 | 14419 | 14561 | 14621 | 14749 |